# Вердюнски договор
Вердюнският договор (на френски: Traité de Verdun; на немски: Vertrag von Verdun) от 843 г. е мирен договор, според който тримата синове на Луи Благочестиви, внуците на Карл Велики, разделят помежду си Каролингската империя.
Споразумението, което е подписано във Вердюн в Североизточна Франция, слага края на тригодишната гражданска война на Каролингите.

## Борбата за империята
Синовете на Лудвиг I – Лотар I, Карл I Плешиви и Лудвиг II Немски, още по времето на баща си водят войни един срещу друг за обширната Франкска империя. В резултат на това отпадат някои погранични марки. Но все пак, докато Лудвиг I е жив, държавата не е разделена. Когато той умира през 840 година, Лотар I става император. Това е последвано с негодувание от братята му. Войната започва с нова сила. Ето защо по-късно те постигат споразумение да разделят империята.

## Договорът
През 843 година те сключват договор във Вердюн, според който:
- Лотар запазва императорската корона. Освен това получава Италия и ивица земя по река Рейн.
- Лудвиг Немски получава източните територии, тоест на изток от река Рейн, които са най-изостанали в своето развитие, при тях още съществува част от родово-общинния строй.
- Карл Плешиви получава западните територии.

## Последици
С разделянето на империята си отива една голяма страна, която има важно положение. От нея се образуват днешните страни Германия, от земите на Лудвиг, Франция, от земите на Карл Плешиви, и Италия, от териториите на Лотар. Държавата на Лотар бързо се разпада, в резултат на което се образуват херцогствата Горна и Долна Лотарингия и Кралство Италия. Другите две части продължават самостоятелен политически живот.